# Peter West
 Der er flere personer med dette navn, se Peter West (flertydig).
Peter West (1708 – 10. september 1767) var en dansk godsejer. Søn af generalmajor Niels West og dennes første hustru. 1718 udnævntes han til fændrik i Jydske Nationale Rytteregiment. Han avancerede i 1724 til løjtnant, fik 1730 ritmesters karakter og forsatte 1732 til Livgarden til hest, men tog allerede 1735 sin afsked som major. Han havde samme år købt herregården Tybjerggård ved Næstved af ritmester Frederik von de Maases enke for 26.000 rigsdaler.
West var en fremsynet landmand, som lavet flere forbedringer på både hovedgården og godset. Således byggede han en kostald til 200 køer, forsynet med vandledning, så køerne ikke behøvede at blive sluppet løs. Det var noget, der på den tid var ukendt og vakte stor opsigt. Han afskaffede det gamle trevangsbrug på både hovedgården og bøndergårdene. Ved trevangsbrug kunne jorden hverken få hvile eller tilført tilstrækkelig gødning. Den hidtidige inddeling af jorden i fire marker, hvoraf de tre dyrkedes, og den ene lå til bestandig græs, blev nu i stedet ændret til seks marker med tre års kornsæd og tre års græs og høslæt. Ligeledes indførte han dyrkning af kløver. 
Han ejede tillige herregården Nørager fra 1743-1748, og på grund af sin anseelse som dygtig landmand blev han jævnlig brugt som rådgiver i landvæsenssager og godsadministration. Således f.eks. af bestyrelsen for Vemmetofte og Gisselfeld Klostre. 
Han solgte i 1763 Tybjerggård for 50.000 rigsdaler og flyttede til Næstved, hvor han sammen med den senere general Hans Henrik von Eickstedt anlagde en korduanfabrik. Han døde i Næstved d. 10. september 1767. 
Han var blevet gift i 1735 med Christiane Brønsdorph (1695-1757), enke efter kammerråd, renteskriver Niels Christensen.